# Independência da Austrália
A Independência da Austrália foi o processo em que os seis estados da Coroa Britânica: Nova Gales do Sul, Queensland, Austrália Meridional, Tasmânia, Victoria e Austrália Ocidental criaram uma federação. Por força da Constituição da Austrália de 1º de janeiro de 1901, as colônias formaram a Comunidade da Austrália, de quem se tornaram estados componentes.
Esforços nas décadas de 1850 e 1860 não deram certo por conta da falta de apoio popular. Diversas convenções foram realizadas na década de 1890 para desenvolver uma constituição para a Comunidade. Sir Henry Parkes, Prêmier de Nova Gales do Sul, foi uma das figuras mais importantes no processo que também englobava Fiji e a Nova Zelândia. Mas as duas colônias decidiram se retirar.

## Idéias federalistas

### Conselho Federal
Uma série de movimentos para a criação da federação foram iniciados no final da década de 1880, na época o nacionalismo estava crescendo nas colônias. O sentimento de ser "australiano" estava surgindo em canções e poemas, fortalecido pela melhora nos transportes e na comunicação entre as colônias em 1872. As colônias também foram influenciadas pelos movimentos de independência dos Estados Unidos e do Canadá.

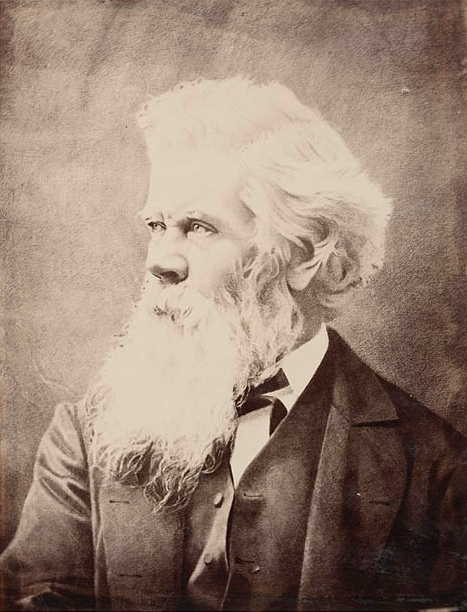
Henry Parkes

Henry Parkes, então Secretário da Colônia de Nova Gales do Sul, propôs inicialmente a formação de um Conselho Federal em 1867. Após a rejeição do projeto pelo Secretário de Estado das Colônias — Richard Temple-Nugent-Brydges-Chandos-Grenville, O Terceiro Duque de Buckingham e Chandos — Parkes trouxe de volta o assunto em uma conferência em 1880, quando já era Premier de Nova Gales do Sul. Nesta conferência, representantes de Victoria, Nova Gales do Sul e Austrália.
```
 discutiram dezenas de assuntos como a federação, comunicação, imigração 
chinesa
, pragas na produção de 
vinho
 e carga de impostos.
```

O sucesso do Conselho Federal veio com a conferência intercolonial em 1883, convocada para discutir as atividades do Império Germânico e da Terceira República Francesa na Nova Guiné e na Nova Caledónia.
Como conseqüência, o Conselho Federal da Australasia foi formado para discutir os assuntos e interesses das colônias britânicas com as ilhas do Pacífico. Nova Gales do Sul e a Nova Zelândia não participaram. As colônias de Queensland, Tasmânia, Victoria, Austrália Ocidental e Fiji se uniram. A Austrália do Sul foi membro do grupo entre 1888 e 1890. O conselho Federal tinha poderes de legislar diretamente em questões como extradição, regulamentação de pescadores, etc. Mas não havia um secretariado permanente e nem poderes executivos. Além do mais, a falta da principal colônia, Nova Gales do Sul, reduziu seu valor representativo.

### Oposição
As colônias menores tinham receio de que a formação de uma federação única fosse dominada pelas grandes colônias de Nova Gales do Sul e Victoria. Queensland tinha receios quanto à legislação federal que poderia prejudicar a sua indústria de cana-de-açúcar.
Era receio das pequenas colônias a abolição de tarifas, que poderia privá-las de receita, tendo de depender das colônias maiores. Nova Gales do Sul não queria uma política fiscal protecionista. O Premier James Service, de Victoria, descreveu uma união fiscal como "um leão no caminho" da federação. Um fundamento mais tarde discutido foi a distribuição da receita a mais de um governo central. Para as maiores colônias, havia a possibilidade de terem de financiar as fracas economias da Tasmânia, Austrália do Sul e Austrália Ocidental.
Além disso, havia debates sobre a forma de governo a ser adotada. A experiência de independência de outros países era traumática. Em particular, no caso dos Estados Unidos que experimentaram uma traumática guerra civil. Os representantes da ala Trabalhista se opuseram à proposta constitucional, clamando que o Senado proposto seria muito poderoso.

## Convenções
No início da década de 1890, dois encontros foram realizados para discutir a real necessidade da federação. Um encontro informal foi realizado por representantes oficiais de colônias da Australásia em 1890. O que levou à primeira Convenção Nacional da Australásia, em Sydney, em 1891.
Em 1895, uma proposta foi aceita pelos premieres das colônias australianas para estabelecer uma nova Convenção por voto popular, em um referendo. Os encontros da Convenção ocorreram ao longo do ano, sendo a primeira realizada em Adelaide, em 1897; finalizando em Melbourne, em março de 1898. Após o primeiro encontro em Adelaide, os parlamentares tiveram a oportunidade de debater possíveis mudanças no documento inicial que estava sendo escrito. Os princípios básicos de 1891 foram adotados, com a adição do princípio de responsabilidade governamental. Houve também consenso quanto à estrutura constitucional. Foi concordado que o Senado seria escolhido por voto popular com os eleitores de cada estado aprovando seu representante estadual.
Um documento rascunho foi criado em 1898 e mandado a todas as colônias para ratificação popular. O Documento foi aceito pelas colônias e foi mandado ao Reino Unido para ratificação no Palácio de Westminster.

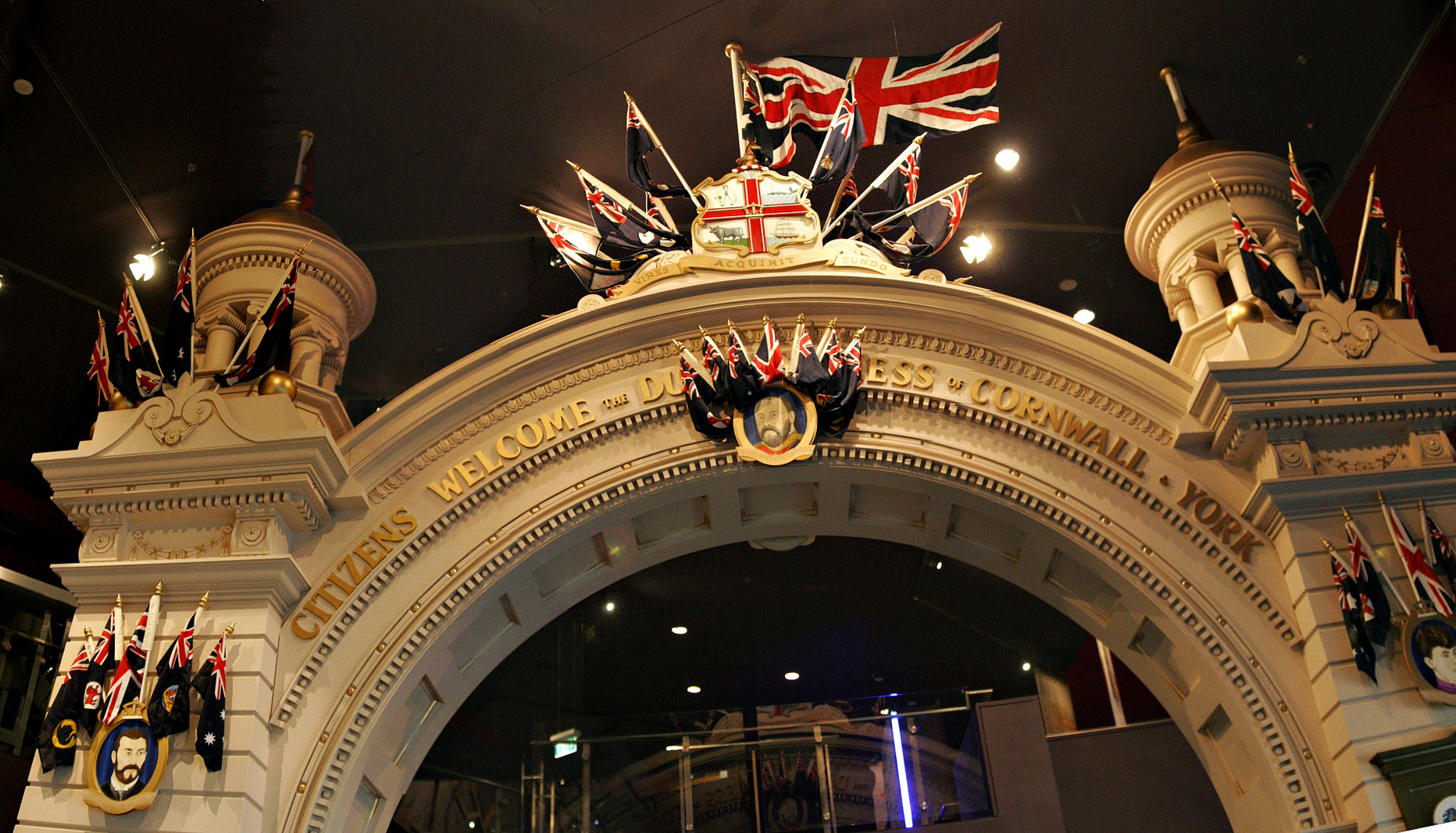
Um dos diversos arcos que celebra a Federação, em Canberra

## A Constituição Federal
O Ato Constitucional da Comunidade da Austrália (RU) foi aprovado em 5 de julho de 1900 e recebeu sanção real em 9 de julho do mesmo ano. Em 1 de janeiro de 1901, houve a cerimônia de Proclamação da Comunidade da Austrália no Parque Centennial, em Sydney. Sir Edmund Barton foi indicado como Primeiro-ministro interino.
A Constituição estabeleceu um sistema parlamentar bicameral contendo: o Senado e a Casa dos Representantes. O escritório do Governador-geral foi criado para representar o chefe de estado, o mesmo do Reino Unido.
O local da capital federal foi disputado entre os arqui-rivais Sydney e Melbourne; o compromisso escrito na Constituição era de se criar uma cidade dentro do território de Nova Gales do Sul, enquanto isso, Melbourne seria a capital provisória. O local foi escolhido alguns anos depois recebendo o nome de Canberra.